# 波洛克山
73°45′S 162°47′E / 73.750°S 162.783°E
波洛克山（英語：Mount Pollock），是南極洲的山峰，位於維多利亞地的斯科特海岸，處於阿查姆保特嶺以南的里科伊爾冰川中游位置，屬於冷藏山脈的一部分，海拔高度2,640米，美國地質調查局根據測量和該國海軍的空中照片繪入地圖，現時由南極條約體系管理。